# Jesper Høm
Pour les articles homonymes, voir Hom.
Jesper Høm est un directeur de la photographie, réalisateur, scénariste et producteur danois né le 5 octobre 1931 au Danemark, mort le 1er mars 2000.

## Filmographie

### Comme directeur de la photographie
- 1965 : Prævention - en samtale mellem unge
- 1967 : Min bedstefar er en stok
- 1967 : Thomas er fredløs
- 1969 : Ballade pour Carl-Hennig (Balladen om Carl-Henning)
- 1969 : Oss emellan
- 1969 : Facile Émile (Smil Emil)
- 1970 : Jours tranquilles à Clichy (Stille dage i Clichy)
- 1971 : Deadline
- 1971 : Desertøren
- 1971 : Tjærehandleren
- 1971 : Hovedjægerne
- 1982 : Thorvald og Linda
- 1992 : Jesus vender tilbage

### Comme réalisateur
- 1969 : Facile Émile (Smil Emil)
- 1986 : Take It Easy

### Comme scénariste
- 1969 : Facile Émile (Smil Emil)
- 1986 : Take It Easy

### Comme producteur
- 1969 : Facile Émile (Smil Emil)